# جشمة منتش (خسرو أباد)
جشمة منتش (بالفارسية: چشمه منتش) هي قرية تقع في إيران في قسم خسرو أباد الريفي. يقدر عدد سكانها بـ 1,012 نسمة .